# Нишкопера риба пеперуда
Chaetodon auriga е вид лъчеперка от семейство Chaetodontidae.

## Разпространение
Видът е разпространен в Австралия, Американска Самоа, Бангладеш, Бахрейн, Британска индоокеанска територия, Вануату, Виетнам, Гуам, Джибути, Египет, Еквадор (Галапагоски острови), Еритрея, Йемен, Израел, Индия (Андамански и Никобарски острови), Индонезия, Йордания, Ирак, Иран, Камбоджа, Катар, Кения, Кирибати (Феникс), Китай, Кокосови острови, Коморски острови, Кувейт, Мавриций, Мадагаскар, Майот, Малайзия, Малдиви, Малки далечни острови на САЩ (Атол Джонстън, Лайн, Остров Бейкър, Уейк и Хауленд), Маршалови острови, Мианмар, Микронезия, Мозамбик, Науру, Ниуе, Нова Зеландия, Нова Каледония, Обединени арабски емирства, Оман, Остров Норфолк, Остров Рождество, Острови Кук, Пакистан, Палау, Папуа Нова Гвинея, Питкерн, Провинции в КНР, Реюнион, Самоа, Саудитска Арабия, САЩ (Хавайски острови), Северни Мариански острови, Сейшели, Сингапур, Соломонови острови, Сомалия, Судан, Тайван, Тайланд, Танзания, Токелау, Тонга, Тувалу, Уолис и Футуна, Фиджи, Филипини, Френска Полинезия, Френски южни и антарктически територии (Нормандски острови), Хонконг, Чили (Великденски остров), Шри Ланка, Южна Африка, Южна Корея и Япония.